# Arco azzurro
Arco azzurro è un dipinto a olio su tela (133 × 104 cm) realizzato nel 1917 dal pittore Vasilij Kandinskij.
È conservato nel Museo di Stato Russo di San Pietroburgo.
Il dipinto si potrebbe intitolare "variazioni sul tema" dell'azzurro, le cui infinite tonalità si proiettano su uno sfondo chiaro, culminando con un movimento a spirale nell'arco azzurro. Oltre al suono profondo dell'azzurro, paragonabile a quello di un organo, si sentono anche i toni "squillanti" dei tocchi di giallo e di rosso, paragonabili invece al registro di una tromba. Riappaiono elementi figurativi già visti in precedenti opere di Kandinsky: le costruzioni in equilibrio precario sulla cima di un monte e la barca con i rematori in basso a destra costituiscono, ad esempio, un riferimento preciso, quasi una citazione da "Piccole gioie". Le reminiscenze paesistiche si uniscono poi alla creazione di suggestivi effetti atmosferici con le nuvole, la pioggia e l'arcobaleno: ci sembra quasi di vedere la rappresentazione di un'onda luminosa in cui si evidenzia lo spettro solare. 
Oltre al suono profondo dell'azzurro, paragonabile a quello di un organo, si sentono anche i toni "squillanti" dei tocchi di giallo e di rosso, paragonabili invece al registro di una tromba. La pittura di Kandinsky si basa proprio su una contrapposizione di registri, sulla rappresentazione di conflitti pittorici, su un gioco di dissonanze e di antitesi che crea una nuova armonia: "L'antitesi spirituale che distingue rosso e azzurro produce una strana, potente armonia". L'opera si colloca in un momento di transizione nell'evoluzione artistica di Kandinsky, fra lo stile molto libero delle "Improvvisazioni" e quello più geometrizzato delle opere degli anni '20, in cui si sentirà l'influenza del Suprematismo, per poi giungere alle ricerche formali del periodo del Bauhaus. 
La pittura di Kandinskij si basa proprio sulla contrapposizione di registri, sulla rappresentazione di conflitti pittorici, su un gioco di dissonanze e di antitesi che crea una nuova armonia.